# Echizen
Echizen (japanska: 越前市   ?, Echizen-shi) är en stad i Fukui prefektur i Japan. Staden bildades 2005 genom en sammanslagning av staden Takefu och kommunen Imadate.